# Zebda

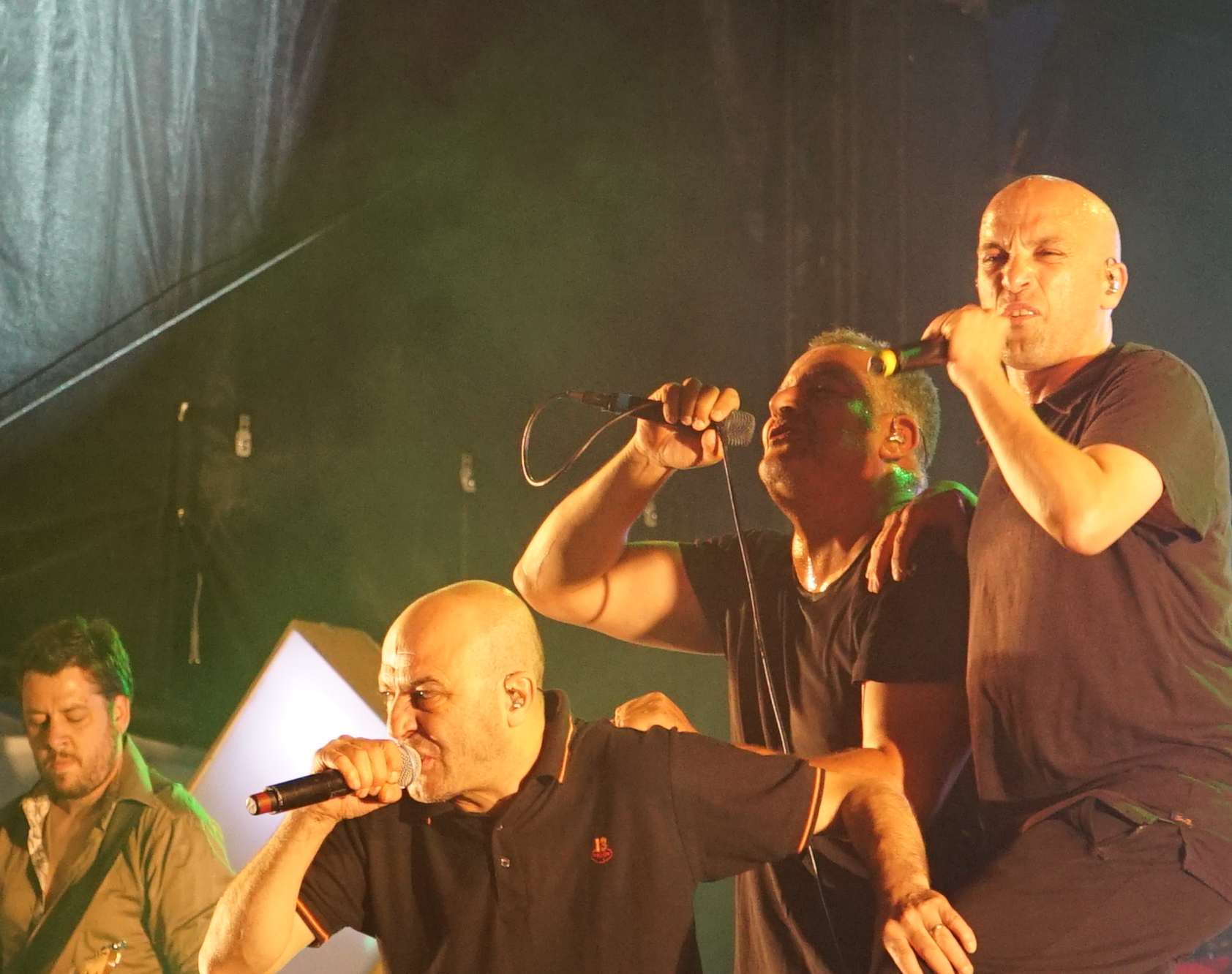
Zebda in Laon (2015)

Zebda ist eine französische Musikgruppe aus Toulouse.

## Band
Die Gruppe besteht aus sieben Musikern, die zum ersten Mal 1985 zusammenkamen. „Zebda“ ist das arabische Wort für Butter – oder beurre auf Französisch. Es ist ein Wortspiel mit dem Gebrauch von beur, dem französischen Slangausdruck für Araber. Mehrere Gruppenmitglieder sind nordafrikanischer Abstammung. Ihre Musik ist von Einflüssen aus der ganzen Welt geprägt, z. B. Reggae, Raï und Rock. Ihr bekanntestes Lied ist Tomber la chemise.
Die Texte von Zebda behandeln häufig politische und soziale Missstände und gehen so weit, Reden von Jacques Chirac aufzugreifen (in Le bruit et l’odeur). Das Resultat dieses politischen Engagements war die Schaffung und Beteiligung an einer Bürgerbewegung: den Motivé-e-s.

## Preise
- Victoires de la musique:
  - Meilleur groupe (2000)
  - Meilleure chanson (2000) pour Tomber la chemise
- NRJ Music Awards:
  - Meilleure chanson francophone (2000)
  - Meilleur groupe francophone (2000)

## Diskografie

### Alben
- 1989: Des mots crasseux
- 1989: Carte nationale d’identité
- 1989: Zebdomania
- 1990: La France
- 1992: L’arène des rumeurs

| Jahr | Titel               | Höchstplatzierung, Gesamtwochen, AuszeichnungChartplatzierungen (Jahr, Titel, Platzierungen, Wochen, Auszeichnungen, Anmerkungen) | Höchstplatzierung, Gesamtwochen, AuszeichnungChartplatzierungen (Jahr, Titel, Platzierungen, Wochen, Auszeichnungen, Anmerkungen) | Höchstplatzierung, Gesamtwochen, AuszeichnungChartplatzierungen (Jahr, Titel, Platzierungen, Wochen, Auszeichnungen, Anmerkungen) | Anmerkungen                             |
| Jahr | Titel               | FR | BEW | CH | Anmerkungen                             |
| ---- | ------------------- | --- | --- | --- | --------------------------------------- |
| 1995 | Le bruit et l’odeur | FR54 Gold · (3 Wo.)FR | — | — | Charteinstieg in FR erst 1999           |
| 1998 | Essence ordinaire   | FR3 (89 Wo.)FR | — | — |                                         |
| 2002 | Utopie d’occase     | FR3 Gold · (20 Wo.)FR | BEW36 (2 Wo.)BEW | CH36 (8 Wo.)CH |                                         |
| 2003 | La Tawa             | FR40 (17 Wo.)FR | — | — | Erstveröffentlichung: 25. November 2003 |
| 2012 | Second Tour         | FR4 (25 Wo.)FR | — | — | Erstveröffentlichung: 23. Januar 2012   |
| 2012 | Occupation du sol   | FR127 (2 Wo.)FR | — | — |                                         |
| 2014 | Comme des cherokees | FR22 (10 Wo.)FR | BEW81 (1 Wo.)BEW | — | Erstveröffentlichung: 25. August 2014   |

### Singles
| Jahr | Titel Album                             | Höchstplatzierung, Gesamtwochen, AuszeichnungChartplatzierungen (Jahr, Titel, Album, Platzierungen, Wochen, Auszeichnungen, Anmerkungen) | Höchstplatzierung, Gesamtwochen, AuszeichnungChartplatzierungen (Jahr, Titel, Album, Platzierungen, Wochen, Auszeichnungen, Anmerkungen) | Anmerkungen |
| Jahr | Titel Album                             | FR | BEW | Anmerkungen |
| ---- | --------------------------------------- | --- | --- | ----------- |
| 1999 | Tomber la chemise Essence ordinaire     | FR1 Diamant · (29 Wo.)FR | BEW3 (19 Wo.)BEW |             |
| 1999 | Y’a pas d’arrangement Essence ordinaire | FR27 (19 Wo.)FR | BEW36 (3 Wo.)BEW |             |
| 2000 | Oualalaradime Essence ordinaire         | FR59 (7 Wo.)FR | — |             |
| 2002 | L’erreur est humaine Utopie d’occase    | FR55 (6 Wo.)FR | — |             |